# 日本在来馬

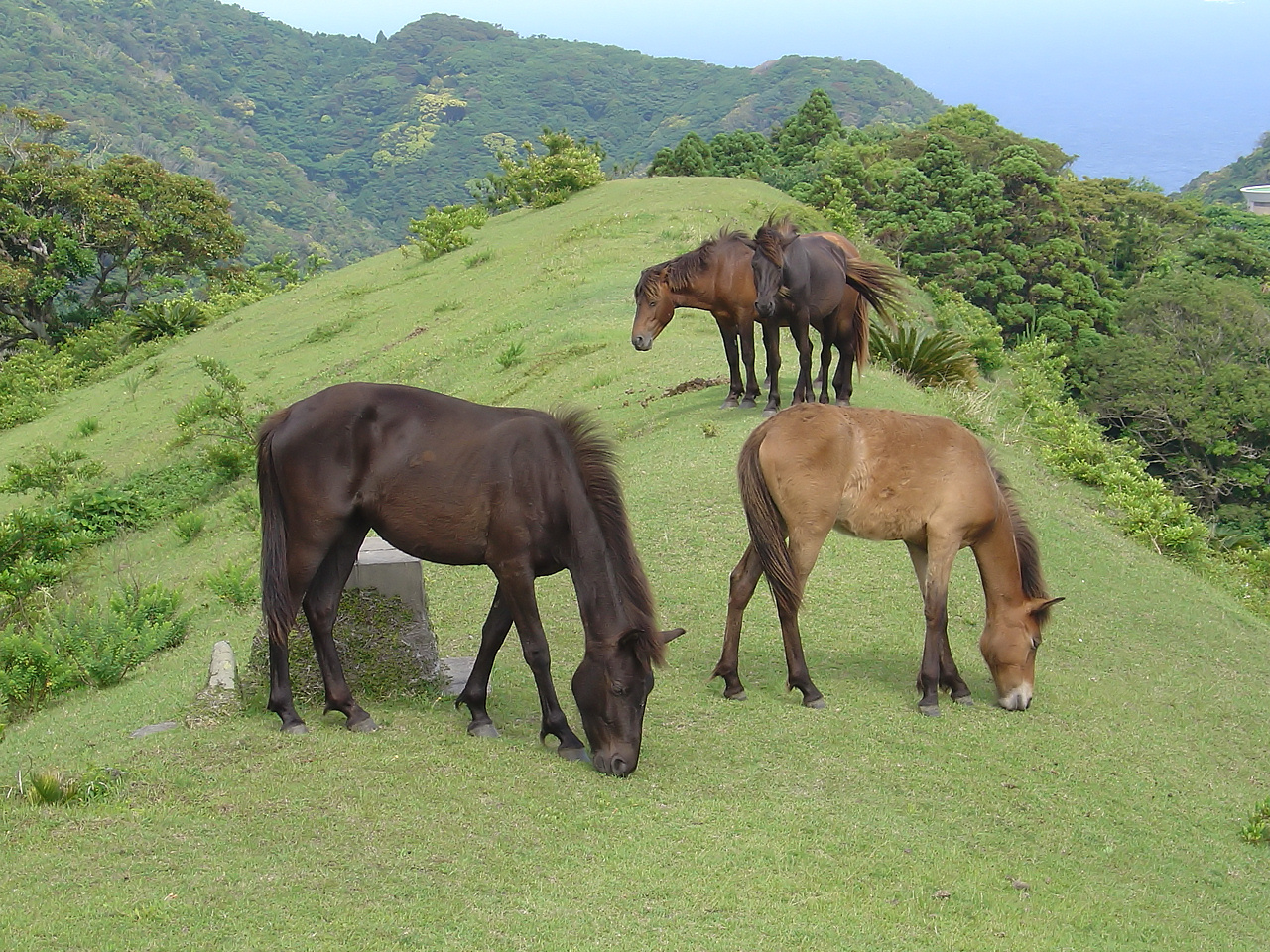
御崎馬

日本在来馬（にほんざいらいば）は、日本の在来馬、すなわち、洋種馬等の外来の馬種とほとんど交雑することなく残ってきた日本固有の馬、及び、その馬種の総称である。
日本では単に在来馬と言うことも多く、また、和種馬、在来和種（馬）とも呼ばれる。また、その馬種を日本在来種・日本在来馬種、その馬を日本在来種馬と言うこともある。
現存のものは8品種に分かれる。北海道和種を除きどれも個体数が少なく、絶滅が危ぶまれている。また、南部馬、三河馬等、中・大型日本在来馬の多くは近代化の過程で絶滅した。（日本）在来家畜の1つである。

## 起源・歴史

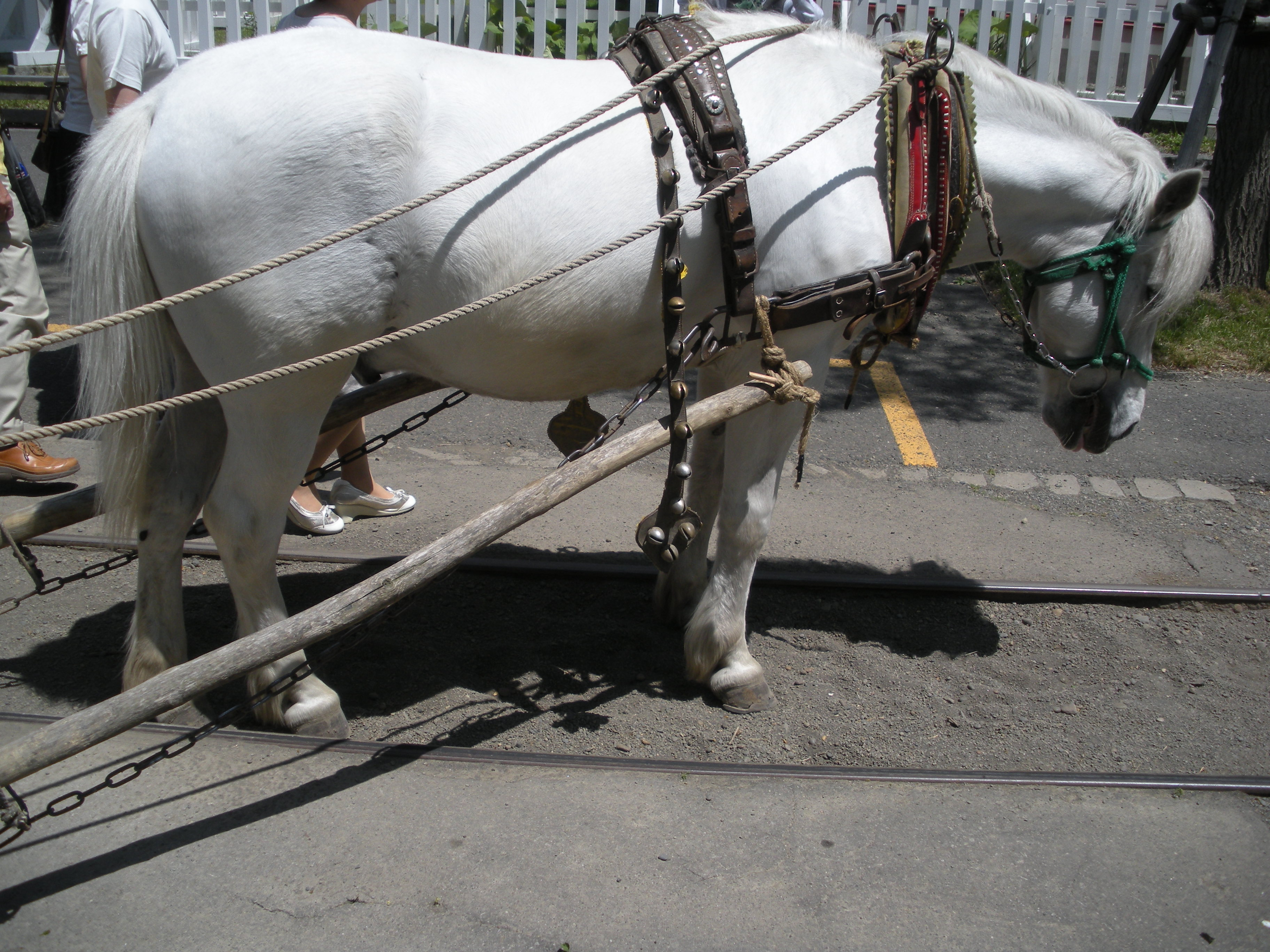
北海道和種（道産子）

日本列島で発見されている最古のウマ科の化石種は中新世に生息した「ヒラマキウマ（平牧馬）」であるとされ、アンキテリウムの系統だとされる。更新世にもウマ科は列島に分布しており、その中には日本在来馬の祖先ともされるモウコノウマも含まれていたが、野生馬が後期更新世の日本列島に長期的な自然定着を果たした可能性は低い。縄文時代に野生馬または家畜馬が存在していた可能性も疑問視されており、3世紀頃の日本を描写した資料である『魏志倭人伝』においても家畜としてのウマやウシがいなかったことを示唆させる記載がされている。
家畜としての日本在来馬の起源は、古墳時代に、モンゴル高原から朝鮮半島を経由し国内へ導入された蒙古系家畜馬（モウコウマ）と考えられている。朝鮮半島勢力の協力の下（大和朝廷と親和的な百済など）、軍馬・家畜馬として導入した。ただし弥生時代末期の遺跡からも馬の断片骨の出土例があり、その頃から移入が始まったと考えらえる。
朝鮮半島からの馬の移送は対馬海峡を渡って対馬へ船で運び中継拠点とし、そこから玄界灘を渡って九州本土へ運んだ。馬の移送は難度が高く、外洋でも波に揺れにくい船も必要で、初期には小型の船で１〜２頭を運んだと考えられる。
競走馬理化学研究所とネブラスカ大学などのチームが日本在来馬8品種と世界の32品種のDNAを比較し、日本在来馬は、モンゴル在来馬の祖先が対馬を経由して輸入され、全国に広がった事がわかった。まず対州馬と野間馬が分岐し、ここから木曽馬や北海道和種馬の北上するグループと、御﨑馬やトカラ馬など南下するグループに分かれ、南下グループは南西諸島経由で与那国馬まで至ったという（2020年アニマル・ジェネティクス掲載）。
福岡県の津屋崎町にある渡半島には「神代に放ち給うた馬の牧跡」の言い伝えがあり、現在でも牧の大明神の祠が残っている。半島や岬などの地形は、潮風により牧草に塩分が含まれ、馬の飼育に適しており、対馬より馬を陸揚げし、渡半島の山に放牧して調教し、日本各地に積み出した。馬骨や馬歯、馬具が考古遺跡から出土するのが古墳時代以降であり、大陸から九州に移入されたものと思われる。
これが全国に拡散していき、現在の甲信越地方（山梨県の塩部遺跡からは日本最古級（古墳時代前期後半・4世紀後半・古墳時代前期第3四半世紀）のウマの馬歯が発見されている）、東北地方の蝦夷との交易などにより、急速に本州東北地方にまで広がり、日本は産馬の地となった（古代の馬産は青森県青森平野､上北地域南東部まで確認されている）。蝦夷は馬を取り入れ、短弓を用いて狩猟を行う技が磨かれた。
関東地方（現在の群馬県など）も放牧に適していたと思われ、同時代に渡来した牛と共に出土数が多い。出土骨の形態は、牛では在来牛である見島牛や口之島牛のものに似ており、また、馬では御崎馬やトカラ馬に類似し、推定体高は128cm前後で、中型馬に属するものが多いが、小型馬も含まれている。
馬具の出土数は九州地方が最多で、祭祀用に用いられたと思われる土馬は近畿地方に多く、埴輪馬では関東地方が最多となっている。

### 文献上の記録
- 『日本書紀』雄略天皇13年(469年)九月の歌に「農播柁磨能 柯彼能矩盧古磨 矩羅枳制播 伊能致志儺磨志 柯彼能倶盧古磨」(ぬばたまの かいのくろこま くらきせば いのちしなまし かいのくろこま=ぬばたまの(黒の枕詞)甲斐の黒駒に鞍を着せていたら、間に合わず命がなかっただろう あぁ甲斐の黒駒よ)とある。
- 流鏑馬の起源とされる、6世紀中頃(552年)に欽明天皇が国の内外の戦乱を治めるため、九州豊前の宇佐の地において、神功皇后・応神天皇を祀り「天下平定・五穀豊穣」を祈願し、最も騎射に長じた者に馬上から三つの的を射させた。という事から、この頃には騎馬技術や騎射技術が普及していたものと思われる。
- 『日本書紀』欽明天皇15年（554年）、百済が朝廷と会談して、援軍千人、馬百匹、船四十隻派遣の約束をした記事があり、6世紀中頃にもなると馬を軍事的に海外へ輸出する状況もあった。
- 『日本書紀』推古天皇20年(612年)正月7日条には、「宇摩奈羅麼 譬武伽能古摩」(うまならばひむかのこま=馬ならば日向(南九州地域)の馬)[17]とある。
- 『扶桑略記』養老二年(718年)八月には、「出羽井渡嶋蝦夷八十七人来 貢馬千疋 則授位録」(渡島(佐渡、津軽、北海道など、比定地は諸説あり )の蝦夷が出羽の蝦夷とともに八六人で馬千匹(馬10匹の誤写と考えられる)を貢ぎ、夷と禄を授けられた)とある。
- 『類聚三代格』延暦六年 (787年) 正月二十一日の太政官符によれば、王臣や国司が競って綿や鉄を売って「狄馬」(蝦夷の馬)や「俘奴婢」(俘囚・奴隷)を買い求めるために、国内の「綿」や「鉄」が蝦夷社会に流出してしまうことが問題とされている。

古墳時代では小形馬が主流であり、一部中形馬が存在し、奈良時代になると平城京を中心に中形馬が増加するが、小形馬も地方を中心に依然として残る分布状況であったとみられる（したがって、古代では近畿圏の方が馬の体格は大きい）。

### その後の歴史
16世紀の琉球王国の場合、商人が明に対して琉球産の馬や貝を出しており、自国の馬が特産品であるとの自覚がこの頃には形成されていた事がわかる。これは本土が馬を軍事品・武備と認知していたのとは対照的といえる（琉球人にとっては馬も商品となっていた）。
下北地方では平安時代後期には南部馬が放牧されていた。15世紀頃、八戸南部氏から分離した蠣崎氏（松前氏の祖）が、モンゴル馬などの外来馬を輸入した。蠣崎氏が反乱に敗れ北海道に逃れた後、南部氏によって南部馬と残された外来馬の混血が進み、それが寒立馬につながる。
また北海道では、鎌倉時代より和人が南部馬を持ち込み使役していた。松前を訪れた宣教師の記録により17世紀初頭には和人地で馬が用いられていたことがわかる。ただし蝦夷地に馬が渡来した時期は遅く、18世紀末頃と考えられている。この時期、多くの近江商人が東蝦夷地に入って来たため、アイヌ語の「ウンマ（馬）」は関西系のアクセントの影響があると言語学者の中川裕に指摘されている。
明治以降、特に日清・日露戦争の後に、日本の馬匹改良は、国策としての軍馬増強に主眼が置かれ、馬格の大きい洋種馬との交配による大型化が行われた。まず明治34年（1901年）の「馬匹去勢法」によって、種牡馬及び将来の種牡馬候補以外の牡馬は全て去勢することが定められ、ついで日露戦争後の内閣馬政局の設置（明治39年（1906年））、さらには昭和14年（1939年）の「種馬統制法」によって、これがさらに強化徹底された。この大規模な「改良」の結果、多くの地方では短期間の内に純粋な在来馬が消滅するに至った。
しかしそのかたわら、離島や岬の先端など、主として交通が不便な一部地域には、外国産馬（洋種馬）の血がほとんど入らず、かつての姿をよくとどめる馬群が、細々とではあるが残された。そのような馬群8種を、日本馬事協会が「日本在来馬」として認定し、現在まで保護にあたっている。これらのほかにも農耕馬が使われている地域は存在するが、いずれもある程度洋種馬と混雑しており、純血種に近いものはこの8種のみであると考えられる。
8つの馬種は品種であり、遺伝子的には地域個体群程度の差しかないが、それぞれに特徴があり、体形が異なる。

## 現存在来8種
| 馬 種                       | 地 域                                            | 体 高 （肩までの高さ） | 頭数 （2011年） | 頭数 （1990年） | 備 考              |
| --------------------------- | ------------------------------------------------ | ---------------------- | --------------- | --------------- | ------------------ |
| 北海道和種 （俗称：道産子） | 北海道                                           | 125-135cm              | 1,085           | 2,561           |                    |
| 木曽馬                      | 長野県木曽地域 （木曽郡開田村）、 岐阜県飛騨地方 | 125-135cm              | 162             | 68              | 長野県天然記念物   |
| 御崎馬                      | 宮崎県都井岬（串間市）                           | 100-120cm              | 80              | 93              | 国の天然記念物     |
| 対州馬                      | 長崎県対馬（対馬市）                             | 125-135cm              | 29              | 75              |                    |
| 野間馬                      | 愛媛県今治市野間                                 | 110-120cm              | 66              | 34              | 今治市天然記念物   |
| トカラ馬                    | 鹿児島県トカラ列島（鹿児島郡十島村）             | 100-120cm              | 128             | 104             | 鹿児島県天然記念物 |
| 宮古馬                      | 沖縄県宮古島（宮古島市）                         | 110-120cm              | 30              | 15              | 沖縄県天然記念物   |
| 与那国馬                    | 沖縄県与那国島（八重山郡与那国町）               | 110-120cm              | 141             | 115             | 与那国町天然記念物 |

注：頭数は、2011年および1990年現在の飼養頭数。各保存団体報告値を日本馬事協会が取りまとめ。
このほか、純血種が絶滅してしまっている中･大型在来馬として、南部馬・三春駒・三河馬・能登馬・土佐馬・日向馬・薩摩馬･甲斐駒・ウシウマなどがある。これらは主に軍馬として利用されていた。また、寒立馬は南部馬と外来馬の交配種とされる。

### 南部馬

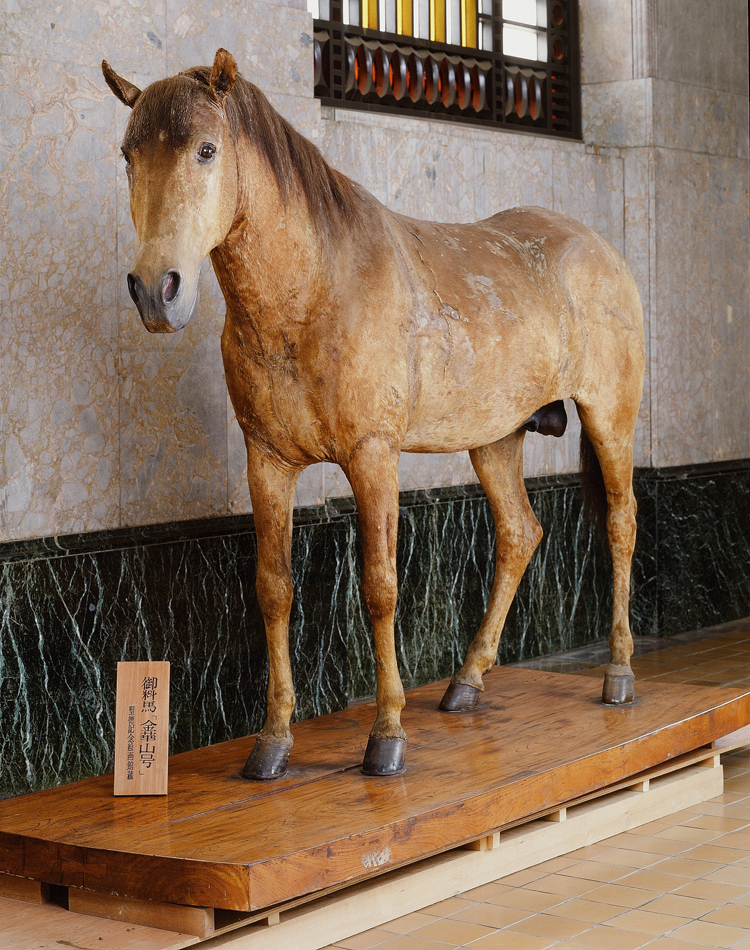
御料馬金華山号

古来より良質な大型馬を生み出してきた南部馬は明治期に絶滅した。
明治天皇御料馬金華山号は、南部馬の特徴をうかがえる。体高148cm。

## 特徴
現存する日本在来馬は、明治期に外国種と混血しなかった駄馬、農耕馬である小型馬・中型馬が占める。これらはポニーに分類され、これはモンゴルの他、中国や朝鮮半島でも最も一般的であった蒙古馬系に属する。

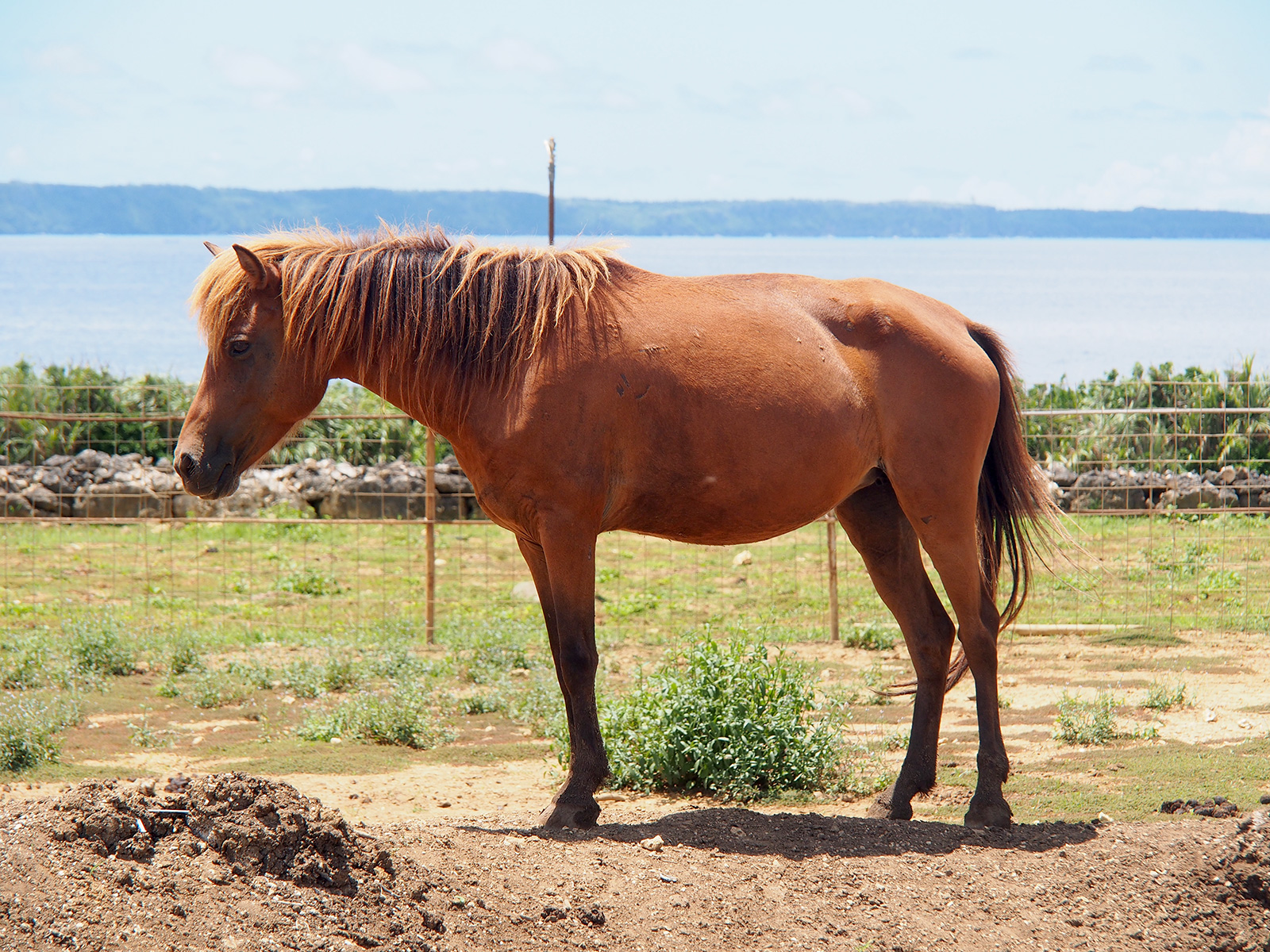
宮古馬

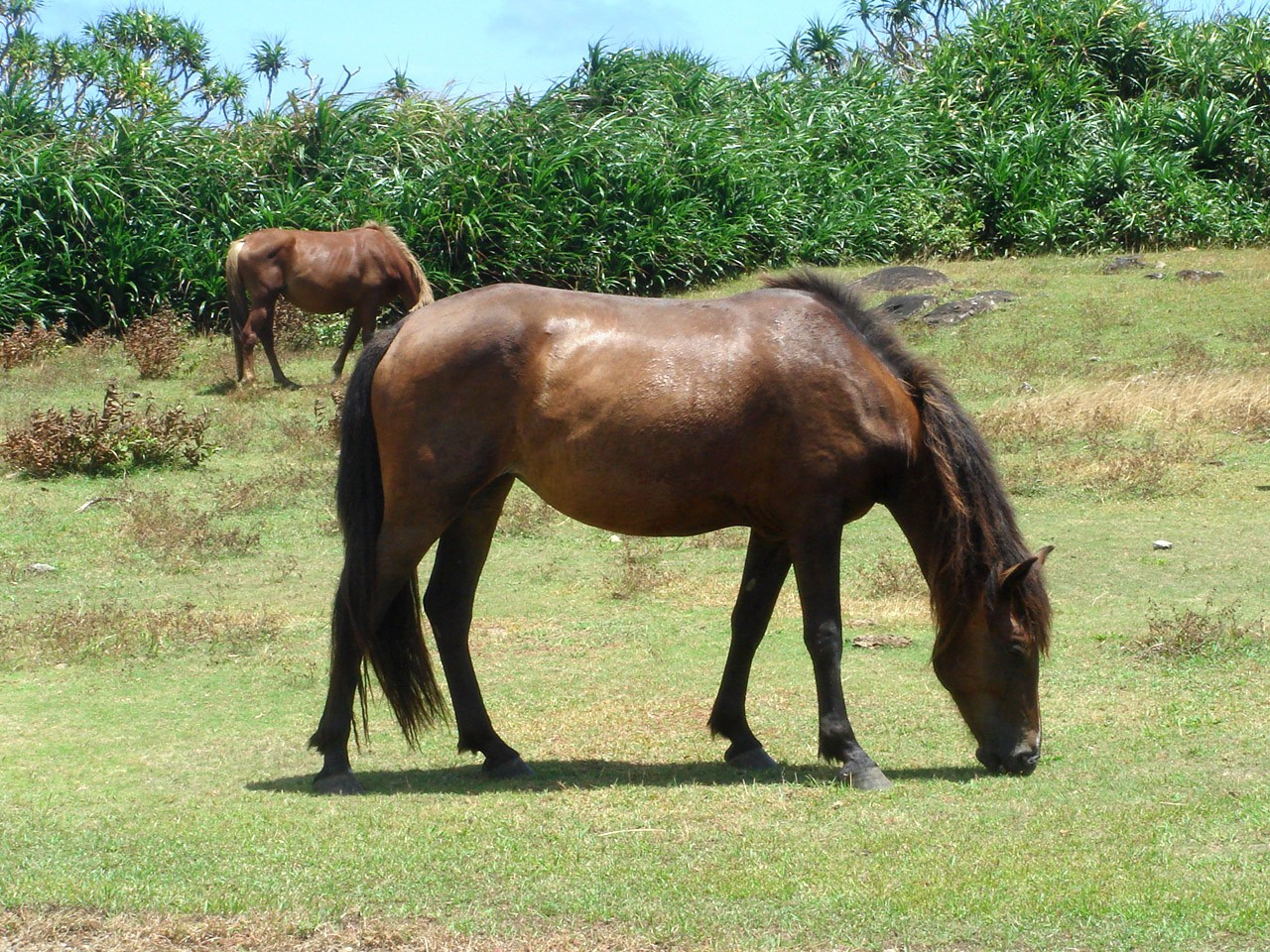
与那国馬

競馬等で親しまれているサラブレッドなどの近代軽種馬と比べた場合の特徴として、全体としてずんぐりした体形、具体的には、やや大きめの頭部、太短くて扇形の首つき、丸々とした胴まわり、体格のわりに長めの背、太くて短めの肢、豊かなたてがみや尾毛、などが挙げられる。顔面や四肢の白微はなく、特に木曽馬などでは背中に鰻線（まんせん、背筋に現れる色の濃い線）をもつものが多い。ただし、各馬種ごとにも体形には違いが見られる。多くの毛色と体型が残っているのは飼育頭数がおおい道産馬である。在来馬においては毛色のバリエーションが限られているのは、江戸時代以降、飼育頭数が減ったボトルネックの影響と思われる。絵巻ものなどからは、かつての日本の馬には様々な毛色の馬が存在していたことがわかる。
日本在来馬は体質強健で、よく粗飼に耐える。消化器官が発達しており、そのため、野草のみでも育成できると言われる。体は丈夫で、寒冷地でも年間放牧が可能であるとされる。平均的に骨や蹄が堅く、骨折などの事故はあまり起きない。この「蹄が堅い」という在来馬の特長から、日本では雪国で馬にはかせる藁沓（わらぐつ）を除いて、蹄鉄が発達しなかった。
さらに、特徴的な歩様（歩き方）として、日本在来馬は「側対歩」、すなわち、前後の肢を片側ずつ左右交互に動かす変則速歩で歩く。この歩様は上下動が少ないため駄載に適し、特に険しい山道での運搬には向いている。体格のわりに力強く、特に後ろ脚が発達していることもあり、日本在来馬は傾斜地の歩行をあまり苦としない。また、比較的温和な性格のため、ハミをかませる必要もなく、容易に扱うことができたとされる。このことが原因の1つとなって、日本では明治に至るまで、去勢術が定着しなかった。

## 保護
現存の日本在来馬の中には、木曽馬のように、純血種としては一度絶滅したものを、戻し交配によって復活させたものもある。
8品種がそれぞれ文化財として指定を受け、日本馬事協会および各地保存会によって、頭数の維持・増加が図られているが、総数としては、1996年から減少の一途をたどっている。2002年現在、8品種で2,400頭ほどだが、その過半（約1,800頭）は北海道和種に占められており、他の7品種は合わせても600頭ほどにしかならない。
貴重な純血種として在来馬をただ保存するだけではなく、積極的な活用策の構築が望まれる。
現在、御崎馬が、国の天然記念物に指定されているほか、木曽馬が長野県の天然記念物、野間馬が今治市の天然記念物、トカラ馬が鹿児島県の天然記念物、宮古馬が沖縄県の天然記念物、与那国馬が与那国町の天然記念物にそれぞれ指定されている。

## 江戸期における馬数の想定
前近代において庶民や下級武士は鐙をつけての乗馬は許されなかったが、飼育や初期調教は百姓身分が担当した。『職人歌合』にも載る「馬喰」、つまり馬の仲買人業が続いたためである。その為、農民の子でも飼育方（どの草を食べさせてはいけないかなど）を覚えた。江戸期では農家の五軒に一頭の割合で馬を飼っていたとされる。なお、江戸期における人口の7割は農民とされる。幕末時の人口は3千万人ほどとされる事から、実に2100万人が農民である。西洋馬の導入が本格化する以前の幕末を和種馬数のピークと仮定し、仮に一軒平均を10人と想定しても、2100万人いる農家に対し、42万頭前後が飼育されていた事になる。さらに、野生馬や軍事馬、奉納神馬、駅馬などを含めて想定した場合、それを上回ると想定される。

## 目的別呼称
軍記物語である『吾妻鑑』では、以下の様に区別している。
- 駿馬（しゅんめ）：よく走る馬[注 3]。体格よく、体力があるので、軍馬として用いられる。
- 早馬（はやうま）：急時、伝令などに用いられる。
- 伝馬（てんま）：運送用馬（律令時代から整えられている）。
- 神馬（じんめ）：神社に奉納される馬（様々な毛色の馬が奉納されていた）。
- 異馬（いば）：多足（突然変異体）など一般の馬とは外見が異なる。建久4年から5年にかけて九足が記載されている。

## 信仰
- 東北地方
  - おしら様 - 馬を愛した娘がその馬と夫婦となるも、それを知って激怒した父親に馬を殺され、娘がそのまま馬の首と共に昇天した事で成り立った家の神（対神）がオシラサマであると『遠野物語』内の説話にある。馬の首をつり下げた桑の枝にて神像を作る。この他、馬とオシラサマに関連した説話がいくつか語られており、今に続く、日本在来馬の信仰の1つと言える（馬神を家の神とするところに特色がある）。

- 中部・関東地方
  - 甲斐の黒駒 - 『日本書紀』などに記述が見られる名馬の産地であった甲斐国の馬を指す伝承。聖徳太子伝承と結びつく。
  - 生食 - 平安末期に八幡神の使いの馬と信仰された名軍馬で、各地に生食に由来する神社がある（磨墨塚も参照。各地に名馬・磨墨の塚の伝承がある）。

## その他
- 中世日本では、馬の体高は四尺（120 cm前後）を基準として、それ以上の個体を寸で数えた[26]（なお、この場合、寸はキと読む）。『宇治拾遺物語』（13世紀前半成立）では、丈八寸、つまり四尺八寸余（144 cm前後）の馬が登場しているが、14世紀前半の鎌倉の戦いの遺骨から復元された馬の平均体高は130 cmであった[27]。また、『吾妻鑑』の文治5年（1189年）8月10日条に、西木戸国衡と言う武士が、奥州第一の駿馬「高楯黒（タカダテグロ）」と号す馬を所有していたが、九寸（147センチ）の大きさであったと記されている[注 4]。
- 古墳時代では、モンゴル文化（英語版）の影響から、馬が霊魂を運ぶ動物と認識されたため、古墳上には舟形埴輪と共に馬形埴輪も置かれるようになった。こうした馬形埴輪の近くからは馬飼の人物埴輪（俗に、踊る埴輪と呼称されるタイプ）も出土する。古墳時代以後は、馬が他界へ送る動物と認知されていないことを考えれば、当時の権力者の間に認識されていた信仰観といえる。
- 『日本書紀』の雄略期の話の中に、応神天皇陵の馬形埴輪が赤馬に化け、人を乗せ（後々、その人物は応神天皇の皇霊と解釈される）、速く走ったといった怪異話があり、古代から馬に関する怪異は語られてきた。江戸時代になると、和種馬に関連した妖怪文化も盛んとなる。馬憑き、馬の足、首切れ馬などは、和種馬の妖怪である（鞍野郎のような馬具の妖怪もいる）。逆にいえば、近世と違って、和種馬が身近ではなくなった現代において、こうした和種馬関連の怪談や妖怪話は皆無に等しい。例えば、馬憑きの話は現在ではほとんど症例がないが、これも日本在来馬の文化といえる。
- 明恵上人が宇治茶の栽培の指導にあたって、乗馬して畑を歩かせ、その足跡に茶の種をまくようにと教えたとされる[28]。これは馬の歩幅が株間に適当であったためであり、現在も黄檗（おうばく）山門前には「駒の足影」の碑が建てられている。中世の茶作りに在来馬の歩幅が重要な役割を果たしていた。
- 『徒然草』（14世紀成立）の第183段には、「角で人を突く牛なら角を切り～（中略）、人に噛みつく馬ならその耳を切ってその印とする」とあり、犬にしても馬にしても、人に噛みつく動物を飼う事は律（刑法）で禁じられており、印をつけないのは飼い主の責任であると記している。中世においても馬に関して社会的なルールが決められていた事が分かる記述である。
- 前近代、軍馬として用いられた在来馬は、「相手の馬に噛みつき、歩兵を蹴りつけ、踏み殺し、時に乗り手の命令に従わぬ荒々しい馬が求められた」とされる。
- 『源平盛衰記』には、武蔵武士が「乗りかえ馬三騎[注 5]」と活動している様が記述されているが、大鎧（冑など含め、全重量30 kg前後）といった重量のある甲冑を着用する武者を乗せた場合、体力が持たず、長期的な合戦には数頭用意したためである[注 6]。そのため、騎射が全盛であった中世前期の武士は馬を数頭必要とした。
- 前述のように、前近代の日本では去勢術が定着しなかったことにより、発情期の際は荒々しく、こうした時期に戦が重なった場合、それを乗りこなす技量が必要であった。このことが海外馬と比べて、和種馬は荒い馬であると認知された一因と見られる。
- 馬を養うためには人の約十倍もの塩の摂取が必要とされ[29]、古代の遺跡から出土する馬骨の付近からは製塩土器も見つかっている。従って、騎馬軍団＝人馬共々を維持するためには膨大な塩が必要となり[注 7]、補給する場所の確保も条件となる。戦国期に、上杉氏が敵である武田氏に塩を贈る逸話があり、甲斐国領民が苦しんでいるという噂から人道的支援をした語りとなっているが、内陸の騎馬軍団にとって重要なのは、馬を維持するための塩の方といえる。